# Товарнички покољ
Товарнички покољ је убиство 76 хрватских цивила од стране ЈНА, српских паравојних јединица и локалних Срба 22. септембра 1991. године у селу Товарник.

## Позадина
Село Товарник, које се налази 25 километара од Вуковара према граници са Србијом, нашло се је на путу ЈНА, чија је колона тенкова у септембру 1991. године из сусједног Шида, у који је стигла из Београда 19. истог мјесеца, кренула ка том граду да разбије опсаду ондашње касарне и потом настави ка Загребу.

## Напад на Товарник
Напад на Товарник почео је 20. септембра око 8:30. Браниоце Товарника чинило је тристотинак мјештана, тридесетак полицајаца из Славонског Брода и Вараждина и група припадника 1. А бригаде Збора народне гарде која се ондје задржала на путу за Илок. Успјели су уништити три тенка и један транспортер и заробити два тенка. Одбрана Товарника сломљена је у поподневним сатима трећег дана.
Бјесомучно је гранатирана католичка црква, чији звоник је срушен, а из два авиона је погођен и срушен ТВ одашиљач. Током опсаде, погинула су два Србина, док у Хрвата није погинуо нико, захваљујући добро утврђеним подрумима у којима су се крили.
Браниоци и већина цивила потом су напустили Товарник. ЈНА је прво заузела главну улицу и тако Товарник пресјекла на већу сјеверну и мању јужну половину, па су они из сјеверног дијела прешли у Ловас а потом у Илок а они из јужног у Нијемце.

## Убиства
Од мјештана који нису успјели напустити Товарник или су одлучили остати, многи су завршили стријељани. Од осталих, многи су злостављани на више начина. Били су одвођени у једну од локалних кућа, гдје су били премлаћивани, рањавани и мучени струјом, од чега су неки преминули. Били су одвожени прво у Шид а одатле у логор у Бегејцима или у Митровици. Били су принуђени товарити имовину на камионе ради одвожења у Србију и сахрањивати убијене.
Дана 8. мјесеца октобра, убијен је сеоски свештеник Иван Бурик. Убили су га припадници паравојне формације „Душан Силни”. Његов убица се је касније у Ловасу похвалио да је убио „усташког попа” и данима је носио његову свештеничку капу.
Укупно је убијено 76 мјештана, а за неколико их се и даље трага. Године 1997, тијела убијених су ексхумирана, великом већином из исте масовне гробнице, а сахрањена су 31. јануара 1998. године; тај дан је назван „дан када је Товарник плакао”. Тачно 15 година касније, дана 31. јануара 2013. године, у Товарнику је откривен споменик жртвама овог злочина. Пред тим спомеником се сваког 31. јануара тим жртвама одаје почаст. За масовни злочин у Товарнику за сада нико није одговарао.